# NHL (2001/2002)
Sezon NHL 2001-2002 – 85. sezon rozgrywek NHL. 30 zespołów rozegrało po 82 mecze. Puchar Stanleya zdobyła drużyna Detroit Red Wings, która w 5 spotkaniach pokonała 4-1 Carolina Hurricanes.

## Tabele po sezonie zasadniczym
W = Wygrane, P = Porażki, R = Remisy, PpD = Porażki po dogrywce, G+ = Gole strzelone, G- = Gole stracone, PKT = Liczba zdobytych punktów

### Konferencja Wschodnia
Northeast Division
| Drużyna             | W  | P  | R  | PpD | G+  | G-  | PKT |
| ------------------- | -- | -- | -- | --- | --- | --- | --- |
| Boston Bruins       | 43 | 24 | 6  | 9   | 236 | 201 | 101 |
| Toronto Maple Leafs | 43 | 25 | 10 | 4   | 249 | 207 | 100 |
| Ottawa Senators     | 39 | 31 | 12 | 3   | 207 | 209 | 94  |
| Montreal Canadiens  | 36 | 31 | 12 | 3   | 207 | 209 | 87  |
| Buffalo Sabres      | 35 | 35 | 11 | 1   | 213 | 200 | 82  |

Atlantic Division
| Drużyna             | W  | P  | R  | PpD | G+  | G-  | PKT |
| ------------------- | -- | -- | -- | --- | --- | --- | --- |
| Philadelphia Flyers | 42 | 27 | 10 | 3   | 234 | 192 | 97  |
| New York Islanders  | 42 | 28 | 8  | 4   | 239 | 220 | 96  |
| New Jersey Devils   | 41 | 28 | 9  | 4   | 205 | 187 | 95  |
| New York Rangers    | 36 | 38 | 4  | 4   | 227 | 258 | 80  |
| Pittsburgh Penguins | 28 | 41 | 8  | 5   | 198 | 249 | 69  |

Southeast Division
| Drużyna             | W  | P  | R  | PpD | G+  | G-  | PKT |
| ------------------- | -- | -- | -- | --- | --- | --- | --- |
| Carolina Hurricanes | 35 | 26 | 16 | 5   | 217 | 217 | 91  |
| Washington Capitals | 36 | 33 | 11 | 2   | 228 | 240 | 85  |
| Tampa Bay Lightning | 27 | 40 | 11 | 4   | 178 | 219 | 69  |
| Florida Panthers    | 22 | 44 | 10 | 6   | 180 | 250 | 60  |
| Atlanta Thrashers   | 19 | 47 | 11 | 5   | 187 | 288 | 54  |

### Konferencja Zachodnia
Central Division
| Drużyna               | W  | P  | R  | PpD | G+  | G-  | PKT |
| --------------------- | -- | -- | -- | --- | --- | --- | --- |
| Detroit Red Wings     | 51 | 17 | 10 | 4   | 251 | 187 | 116 |
| St. Louis Blues       | 43 | 27 | 8  | 4   | 227 | 188 | 98  |
| Chicago Blackhawks    | 41 | 27 | 13 | 1   | 216 | 207 | 96  |
| Nashville Predators   | 28 | 41 | 13 | 0   | 196 | 230 | 69  |
| Columbus Blue Jackets | 22 | 47 | 8  | 5   | 164 | 255 | 57  |

Pacific Division
| Drużyna              | W  | P  | R  | PpD | G+  | G-  | PKT |
| -------------------- | -- | -- | -- | --- | --- | --- | --- |
| San Jose Sharks      | 44 | 27 | 8  | 3   | 248 | 189 | 99  |
| Phoenix Coyotes      | 40 | 27 | 9  | 6   | 228 | 210 | 95  |
| Los Angeles Kings    | 40 | 27 | 11 | 4   | 214 | 190 | 95  |
| Dallas Stars         | 36 | 28 | 13 | 5   | 215 | 213 | 90  |
| Anaheim Mighty Ducks | 29 | 42 | 8  | 3   | 175 | 198 | 69  |

Northwest Division
| Drużyna            | W  | P  | R  | PpD | G+  | G-  | PKT |
| ------------------ | -- | -- | -- | --- | --- | --- | --- |
| Colorado Avalanche | 45 | 28 | 8  | 1   | 212 | 169 | 99  |
| Vancouver Canucks  | 42 | 30 | 7  | 3   | 254 | 211 | 94  |
| Edmonton Oilers    | 38 | 28 | 12 | 4   | 205 | 182 | 92  |
| Calgary Flames     | 32 | 35 | 12 | 3   | 201 | 220 | 79  |
| Minnesota Wild     | 26 | 35 | 12 | 9   | 195 | 228 | 73  |

## Najlepsi zawodnicy pod względem liczby zdobytych punktów po sezonie zasadniczym
M = Liczba meczów, które rozegrał poszczególny zawodnik, G = Zdobyte gole, A = Asysty, Pkt = Łączna liczba zdobytych punktów (gole + asysty)
| Imię i nazwisko   | Drużyna                 | M  | G  | A  | Pkt |
| ----------------- | ----------------------- | -- | -- | -- | --- |
| Jarome Iginla     | Calgary                 | 82 | 52 | 44 | 96  |
| Markus Näslund    | Vancouver               | 81 | 40 | 50 | 90  |
| Todd Bertuzzi     | Vancouver               | 72 | 36 | 49 | 85  |
| Mats Sundin       | Toronto                 | 82 | 41 | 39 | 80  |
| Jaromír Jágr      | Washington              | 69 | 31 | 48 | 79  |
| Joe Sakic         | Colorado                | 82 | 26 | 53 | 79  |
| Pavol Demitra     | St. Louis               | 82 | 35 | 43 | 78  |
| Adam Oates        | Washington/Philadelphia | 80 | 14 | 64 | 78  |
| Mike Modano       | Dallas                  | 78 | 34 | 43 | 77  |
| Ron Francis       | Carolina                | 80 | 27 | 50 | 77  |
| Keith Tkachuk     | St. Louis               | 73 | 38 | 37 | 75  |
| Aleksiej Jaszyn   | NY Islanders            | 79 | 32 | 43 | 75  |
| Aleksiej Kowalow  | Pittsburgh              | 67 | 32 | 43 | 75  |
| Brendan Shanahan  | Detroit                 | 80 | 37 | 37 | 74  |
| Miroslav Šatan    | Buffalo                 | 82 | 37 | 36 | 73  |
| Craig Conroy      | Calgary                 | 81 | 27 | 46 | 73  |
| Jason Allison     | Los Angeles             | 73 | 19 | 54 | 73  |
| Eric Lindros      | NY Rangers              | 72 | 37 | 35 | 72  |
| Glen Murray       | Boston                  | 82 | 41 | 30 | 71  |
| Daniel Alfredsson | Ottawa                  | 78 | 37 | 34 | 71  |
| Peter Bondra      | Washington              | 77 | 39 | 31 | 70  |
| Eric Daze         | Chicago                 | 82 | 38 | 32 | 70  |
| Siergiej Samsonow | Boston                  | 74 | 29 | 41 | 70  |
| Pawieł Bure       | NY Rangers              | 68 | 34 | 35 | 69  |
| Sami Kapanen      | Carolina                | 77 | 27 | 42 | 69  |
| Radek Bonk        | Ottawa                  | 82 | 25 | 44 | 69  |
| Andrew Brunette   | Minnesota               | 81 | 21 | 48 | 69  |

## Puchar Stanleya – playoffs

### Ćwierćfinały konferencji

#### Konferencja Wschodnia
- Montreal Canadiens 4 – 2 Boston Bruins (5:2, 4:6, 5:3, 2:5, 2:1, 2:1)
- Ottawa Senators 4 – 1 Philadelphia Flyers (1:0 D, 0:3, 3:0, 3:0, 2:1 D)
- Carolina Hurricanes 4 – 2 New Jersey Devils (2:1, 2:1 D, 0:4, 1:3, 3:2 D, 1:0)
- Toronto Maple Leafs 4 – 3 New York Islanders (3:1, 2:0, 1:6, 3:4, 6:3, 3:5, 4:2)

#### Konferencja Zachodnia
- Detroit Red Wings 4 – 2 Vancouver Canucks (3:4, 2:5, 3:1, 4:2, 4:0, 6:4)
- Colorado Avalanche 4 – 3 Los Angeles Kings (4:3, 5:3, 1:3, 1:0, 0:1, 1:3, 4:1)
- San Jose Sharks 4 – 1 Phoenix Coyotes (2:1, 1:3, 4:1, 2:1, 4:1)
- St. Louis Blues 4 – 1 Chicago Blackhawks (1:2, 2:0, 4:0, 1:0, 5:3)

### Półfinały konferencji

#### Konferencja Wschodnia
- Carolina Hurricanes 4 – 2 Montreal Canadiens (2:0, 1:4, 1:2 D, 4:3 D, 5:1, 8:2
- Toronto Maple Leafs 4 – 3 Ottawa Senators (0:5, 3:2 3D, 2:3, 2:1, 2:4, 4:3, 3:1)

#### Konferencja Zachodnia
- Detroit Red Wings 4 – 1 St. Louis Blues (2:0, 3:2, 1:6, 4:3, 4:0)
- Colorado Avalanche 4 – 3 San Jose Sharks (3:6, 8:2, 4:6, 4:1, 3:5, 2:1 D, 1:0)

### Finały konferencji

#### Konferencja Wschodnia
- Carolina Hurricanes 4 – 2 Toronto Maple Leafs (1:2, 2:1 D, 2:1 D, 3:0, 0:1, 2:1 D)

#### Konferencja Zachodnia
- Detroit Red Wings 4 – 3 Colorado Avalanche (5:3, 3:4 D, 2:1 D, 2:3, 1:2 D, 2:0, 7:0)

### Finał Pucharu Stanleya

#### Detroit Red Wings 4 – 1 Carolina Hurricanes
- 4 czerwca 2002 – Detroit 2:3 (D) Carolina
- 6 czerwca 2002 – Detroit 3:1 Carolina
- 8 czerwca 2002 – Carolina 2:3 (3D) Detroit
- 10 czerwca 2002 – Carolina 0:3 Detroit
- 13 czerwca 2002 – Detroit 3:1 Carolina

## Nagrody NHL
Prezentacja NHL Awards miała miejsce w Toronto.
| Art Ross Memorial Trophy:        | Jarome Iginla (Calgary Flames)       |
| Bill Masterton Memorial Trophy:  | Saku Koivu (Montreal Canadiens)      |
| Calder Memorial Trophy:          | Dany Heatley (Atlanta Thrashers)     |
| Frank J. Selke Trophy:           | Michael Peca (New York Islanders)    |
| Hart Memorial Trophy:            | Jose Theodore (Montreal Canadiens)   |
| Jack Adams Award:                | Bob Francis (Phoenix Coyotes)        |
| James Norris Memorial Trophy:    | Nicklas Lidström (Detroit Red Wings) |
| King Clancy Memorial Trophy:     | Ron Francis (Carolina Hurricanes)    |
| Lady Byng Memorial Trophy:       | Ron Francis (Carolina Hurricanes)    |
| Lester B. Pearson Award:         | Jarome Iginla (Calgary Flames)       |
| Lester Patrick Trophy:           | Herb Brooks, Larry Pleau             |
| Maurice 'Rocket' Richard Trophy: | Jarome Iginla (Calgary Flames)       |
| NHL Plus/Minus Award:            | Chris Chelios (Detroit Red Wings)    |
| Vezina Trophy:                   | José Theodore (Montreal Canadiens)   |
| William M. Jennings Trophy:      | Patrick Roy (Colorado Avalanche)     |